# Nanolachesilla
Nanolachesilla är ett släkte av insekter. Nanolachesilla ingår i familjen kviststövsländor.
Kladogram enligt Catalogue of Life:
| Nanolachesilla | \| \| Nanolachesilla chelata \| \| \| \| \| \| Nanolachesilla hirundo \| \| \| \| |
|                | \| \| Nanolachesilla chelata \| \| \| \| \| \| Nanolachesilla hirundo \| \| \| \| |
|                | Anomopsocus                                                                       |
|                |                                                                                   |
|                | Lachesilla                                                                        |
|                |                                                                                   |
|                | Prolachesilla                                                                     |
|                |                                                                                   |
|                | Nanolachesilla chelata                                                            |
|                |                                                                                   |
|                | Nanolachesilla hirundo                                                            |
|                |                                                                                   |

|  | Nanolachesilla chelata |
|  |                        |
|  | Nanolachesilla hirundo |
|  |                        |